# Curt Peters
Curt Peters (* 26. April 1905 in Goch; † 7. Dezember 1943 bei Scheveningen) war ein deutscher katholischer Theologe und Orientalist.
Curt Christian Heinrich Peters besuchte nach dem Abitur in Attendorn die Erzbischöfliche Akademie in Paderborn und wurde dort 1930 zum Diakon geweiht, verzichtete hingegen auf die vorgesehene Priesterweihe. Von 1931 bis 1934 studierte er Orientalistik und Klassische Philologie (Griechisch) an der Universität Münster, wo er 1933 bei Anton Baumstark mit einer Arbeit zu Peschitta und Targumim des Pentateuchs promovierte (feierliche Promotion: 30. Oktober 1935). Anschließend beschäftigte er sich vor allem mit der Erforschung des Diatessaron des Tatian, bei der ihm wichtige Ergebnisse gelangen. Zuletzt arbeitete er über arabische Übersetzungen der Bibel.
Um 1935 wirkte Peters bei Paul Kahle am Orientalischen Seminar in Bonn, wohin sich auch Anton Baumstark aus Münster zurückgezogen hatte. In einem Sittlichkeitsprozess wurde Peters 1937 in Bonn verurteilt und ihm deswegen durch die Universität Münster die Doktorwürde aberkannt. Spätestens 1939 war Peters wissenschaftlich im niederländischen Leiden und bei Utrecht tätig. Nach dem deutschen Angriff auf die Niederlande 1940 entzog er sich dem Dienst in der Wehrmacht. Ein Fluchtversuch nach England scheiterte 1942. Peters wurde inhaftiert, zum Tode verurteilt und am 7. Dezember 1943 (nicht: 1944) in der Waalsdorper Senke bei Scheveningen als Deserteur erschossen. Die dort Hingerichteten wurden 1949 im Ereveld Loenen bei Apeldoorn beigesetzt, doch Peters’ Leichnam nicht identifiziert. In Deutschland wurden Peters Verurteilungen inzwischen durch Gesetz aufgehoben.

## Werke
- Peschittha und Targumim des Pentateuchs: ihre Beziehungen untersucht im Rahmen ihrer Abweichungen vom masoretischen Text. Philosophische Dissertation Münster 1933 (abgedruckt in: Le Muséon. Band 48, 1935, 1–54).
- Das Diatesseron Tatians. Seine Überlieferung und sein Nachwirken im Morgen- und Abendland sowie der heutige Stand seiner Erforschung (= Orientalia Christiana Analecta. Band 123). Pontificium Institutum Orientalium Studiorum, Rom 1939.
- Von arabischen Evangelientexten in Handschriften der Universitätsbibliothek Leiden. In: Acta Orientalia. Band 18, 1940, S. 124–137.
- Die Bedeutung der altitalienischen Evangelienharmonien im venezianischen und toskanischen Dialekt. in: Romanische Forschungen. Band 56, 1942, S. 181–192.
- Die Entstehung der griechischen Diatesseronübersetzung und ihr Nachhall in byzantinischer Kirchenpoesie. In: Orientalia Christiana Periodica. Band 8, 1942, S. 468–476.
- Johannan b. Serapion. In: Muséon. Band 55, 1942, S. 139–142.
- Grundsätzliche Bemerkungen zur Frage der arabischen Bibeltexte. In: Rivista degli Studi orientali. Band 20, 1942, S. 129–143.